# SunValley Speedway
Der SunValley Speedway, früher bekannt unter dem Namen „Sun Valley Motor Speedway“ und in den letzten Betriebsjahren als „Motoplex Speedway and Event Park“, war eine Motorsport-Rennstrecke in Spallumcheen nördlich von Vernon (British Columbia), Kanada. Der Rennbetrieb wurde 2015 nach Beschwerden von Anwohnern wegen Lärmbelästigung eingestellt.

## Geschichte
Das Oval wurde im Jahr 2000 erstmals für Rennen genutzt.
2015 Wurde der Rennbetrieb eingestellt da aus dem lediglich einen halben Kilometer entfernt gelegenen Wohngebiet Lawrence Heights wiederholt Beschwerden von Anwohnern wegen Lärmbelästigungen aufgekommen waren. Das daraufhin gerichtlich verhängte Lärmlimit von 80 dB verhinderte in der Folge weitere  Rennveranstaltungen.
2020 beantragte der Besitzer des Grundstücks die Umwidmung in ein Industriegelände. Erste Lagerhallen auf dem Gelände wurden bereits 2019 errichtet.

## Streckenbeschreibung
Das D-förmige, asphaltierte Trioval von 0,5 Meilen (0,8 Kilometer) Länge hatte ein Fassungsvermögen von 7500 Zuschauern. Die noch bestehende Strecke weist in den Kurven eins und zwei eine Überhöhung von 11° und in Kurve drei eine Überhöhung von 14° auf. Auf den Geraden beträgt die Überhöhung 7°.

## Veranstaltungen
Die größten Veranstaltungen des Jahres waren die Rennen der NASCAR Canadian Tire Series, die hier von 2007 bis 2013 das „A&W Crusin' The Dub 300“ (2007 noch als „British Columbia Dodge Dealers Dodge Avenger 300“ bezeichnet) austrug.
Daneben starteten noch weitere Kanadische Serien auf dem Oval:
- CASCAR West Series (2000–2006)
- CASCAR Super Series (2005–2006)

Daneben fanden auch Konzertveranstaltungen auf dem Gelände der Strecke statt.